# Alexander Kristoff
Alexander Kristoff (Stavanger, 5 juli 1987) is een Noors wielrenner die sinds 2023 rijdt voor Uno-X Pro Cycling Team.

## Biografie

### Beginjaren
In 2004 werd Kristoff werd Noors kampioen criterium bij de junioren, en een jaar later in dezelfde categorie werd hij dit in de ploegentijdrit, samen met Christer Rake en Sten Stenersen. Hij won in 2005 de vierde etappe in de Omloop van Lotharingen voor junioren.
Hij maakte zijn debuut bij de profs in 2006 en rijdend voor de Deense Glud & Marstrand Horsens-wielerploeg won hij verscheidene kleinere wedstrijden in zijn thuisland Noorwegen.
Voor aanvang van het seizoen 2007 tekende hij een contract bij Team Maxbo Bianchi. Later dat jaar werd hij voor de eerste maal Noors kampioen, hij bleef Thor Hushovd en Frederik Wilmann voor. Een jaar later won hij de vierde etappe van de Ringerike GP en werd hij nationaal kampioen op het onderdeel criterium. In 2009 reed hij ook enkele wedstrijden bij de beloften, dit weerhield hem er niet van om in eigen land als prof de derde etappe van de Ringerike GP te winnen. Dit leverde hem een contract op bij het grote Amerikaanse BMC Racing Team.
In 2010 wist hij voor deze ploeg goede resultaten te behalen in onder andere Parijs-Brussel, de Vattenfall Cyclassics en de GP Fourmies.
In 2011 werd hij voor de tweede maal nationaal kampioen van Noorwegen.

### 2012: Doorbraak bij Katjoesja
Vanaf 2012 kwam hij niet langer uit voor BMC, hij ruilde de Amerikaanse ploeg voor het Russische Katjoesja. Dat jaar won hij de derde etappe in de Driedaagse van De Panne-Koksijde, tijdens de Olympische Zomerspelen van dat jaar won hij de sprint van het peloton wat hem de bronzen medaille opleverde.
2013 begon prima voor Kristoff. Hij eindigt als achtste in Milaan-San Remo, tweede in de Driedaagse van De Panne-Koksijde, vierde in de Ronde van Vlaanderen en negende in Parijs-Roubaix. Op 12 juni behaalde Kristoff zijn eerste zege in een World Tour-koers: in de vijfde rit van de Ronde van Zwitserland met licht stijgende aankomst in Leuggern begon Kristoff de spurt van het peloton nagenoeg zij aan zij met de Slowaak Peter Sagan en won met twee fietslengtes verschil. Door een valpartij vooraan in het peloton op vier kilometer van het eind in de eerste etappe van de honderdste editie van de Ronde van Frankrijk moest een groep sprinters afhaken en eindigde Kristoff in Bastia tweede na Marcel Kittel en voor Danny van Poppel.

### 2014: Milaan-San Remo
Op 23 maart 2014 won Kristoff de doorregende 105e editie van de dat jaar 294 kilometer lange klassieker Milaan-San Remo door na bijna zeven uur op de fiets in de sprint van een kopgroep van 25 renners Mark Cavendish, die vijfde werd, te remonteren. Op een tweetal kilometer voor de eindstreep was het Katjoesja-ploegmaat Luca Paolini die de kopgroep samenhield en zat Kristoff in zijn wiel. Ongeveer een kilometer verderop kwam Philippe Gilbert op kop en schoof Kristoff gepast mee. Honderdvijftig meter voor het eind versnelden Sacha Modolo en Mark Cavendish. Kristoff kon nog even van de slipstream van de Italiaan gebruikmaken om dan met grote halen vanuit het midden langszij te komen en Fabian Cancellara en Ben Swift met een paar fietslengtes te kloppen. Het was de allereerste keer dat een Noorse renner een van de 5 monumenten kon winnen.
Nadat Kristoff tijdens zijn tweede Tourdeelname zowel in de vierde (na Marcel Kittel) als in de zesde etappe (na Duits kampioen André Greipel) op de tweede plaats was gestrand, won hij op 17 juli in Saint-Étienne de twaalfde etappe en dit door in de sprint de Slowaakse kampioen Peter Sagan en de Franse kampioen Arnaud Démare het nakijken te geven. Op zo'n tweehonderd meter voor het eind van een 185,5 kilometer lange rit over het golvende Bourgondische landschap zetten zowel John Degenkolb als Kristoff hun sprint in, maar de Duitser kreeg een zwieper van de achteraf gedeclasseerde Italiaan Matteo Trentin en moest inhouden om niet in de dranghekken te belanden, terwijl Kristoff vanuit het midden van de weg naar de zege kon doorstomen. Achteraf gaf groene truidrager Sagan toe dat Kristoff "gewoon sneller" was. Na twee zware Alpenritten eindigde de 222 kilometer lange vijftiende etappe in Nîmes. De van bij de start ontsnapte Zwitserse kampioen Martin Elmiger en de Nieuw-Zeelander Jack Bauer hadden op een kilometer van het einde nog dertien seconden voorsprong op het peloton, maar toen Mark Renshaw het sprintdebat opende, kwamen Greipel en Kristoff uit diens wiel en het was de Noor van Katjoesja die de strijd in zijn voordeel beslechtte en Heinrich Haussler en Sagan naar de dichtste ereplaatsen verwees. Het was de eerste keer dat Kristoff in een vlakke massasprint Greipel (vierde) en Kittel (elfde) wist te verslaan.
Met de Vattenfall Cyclassics won Kristoff op 24 augustus zijn tweede wielerklassieker en dit door in de "traditioneel koninklijke sprint" de Italiaan Giacomo Nizzolo, de Australiër Simon Gerrans, tweevoudig winnaar Tyler Farrar, Mark Cavendish en Marcel Kittel in Hamburg te kloppen.

### 2015: Ronde van Vlaanderen
Op zondag 22 maart wilde Kristoff zijn titel in Milaan-San Remo verdedigen. Hij werd wederom afgezet door Luca Paolini, maar in de laatste meters kwam John Degenkolb sterk opzetten en moest Kristoff zich met zilver tevreden stellen.
In de openingsrit van de Driedaagse van De Panne-Koksijde versloeg Kristoff in de sprint van een klein groepje Belgisch kampioen Jens Debusschere en Stijn Devolder. In de massasprint van de tweede etappe was de Noor oppermachtig en verwees Elia Viviani en Shane Archbold naar de dichtste ereplaatsen. Een dag later versloeg Kristoff in de korte ochtendrit in een millimeterspurt de Duitse kampioen André Greipel. 's Middags eindigde hij in de tijdrit derde, na wereldkampioen tijdrijden Bradley Wiggins en de Zwitsere neoprof Stefan Küng en haalde zo de eindzege binnen. Na de wedstrijd zei Kristoff: "Ik reed misschien wel de beste tijdrit uit mijn carrière."
Op paaszondag 5 april 2015 won Kristoff de 99e editie van de Ronde van Vlaanderen, die na het afhaken van Tom Boonen en Fabian Cancellara door blessureleed enkel Stijn Devolder als oud-winnaar aan de start had. Op 28 km van de finish versnelde Niki Terpstra, die het jaar ervoor Parijs-Roubaix gewonnen had, op de uitloper van de Kruisberg en glipte Kristoff mee. Op de Oude Kwaremont hielden de vluchters goed stand en ook na de Paterberg, wanneer de achtervolgers Greg Van Avermaet en Peter Sagan de krachten bundelden, bleven ze voorop. In de laatste kilometers pokerde Terpstra door te linkeballen en Kristoff het werk op te laten knappen. In de sprint was de Nederlander echter kansloos tegen Kristoff, die zo met Vlaanderens mooiste zijn tweede monument wist binnen te rijden. Het was meteen het beste resultaat van een Noors renner sinds Dag Otto Lauritzen in 1989 derde werd. Na afloop zei Kristoff: "Dit was mijn grote droom."
Bij afwezigheid van Marcel Kittel, André Greipel en Mark Cavendish was Kristoff drie dagen later de topfavoriet om de Scheldeprijs te Schoten te winnen. In de massasprint vloerde hij Edward Theuns en Jawhen Hoetarovitsj en won zo een zesde keer in acht dagen.

### 2017: Europees kampioen
In augustus 2017 kroonde Kristoff zich in Herning tot Europees kampioen op de weg. Na een zeer nipte sprint, waar een fotofinish aan te pas moest komen, bleek hij een fractie sneller te zijn dan de Italiaan Elia Viviani. Op het wereldkampioenschap, zeven weken later gehouden in zijn thuisland Noorwegen, had Kristoff opnieuw een gouden medaille voor het grijpen. Hij werd hier echter nipt verslagen door Peter Sagan en won daardoor zilver.
In 2018 stapte Kristoff over naar UAE Team Emirates. Hij tekende er een contract voor twee jaar. In mei wist de Noor voor de vierde keer op rij de koers Eschborn-Frankfurt te winnen, waarmee hij in deze wedstrijd recordhouder werd. In de Ronde van Frankrijk kwam Kristoff er in de massasprints lange tijd niet aan te pas, tot hij op de laatste dag van de Tour alsnog toesloeg met het winnen van de prestigieuze slotetappe naar Parijs. Het was in totaal zijn derde etappezege in de Tour, na zijn twee ritoverwinningen in 2014.

## Palmares

### Overwinningen
2007
 Noors kampioen op de weg, Elite
2008
4e etappe Ringerike GP
2009
3e etappe Ringerike GP
2011
 Noors kampioen op de weg, Elite
2012
3e etappe deel A Driedaagse van De Panne-Koksijde
 Puntenklassement Driedaagse van De Panne-Koksijde
 OS wegwedstrijd
4e etappe Ronde van Denemarken
 Puntenklassement Ronde van Denemarken
2013
3e etappe deel A Driedaagse van De Panne-Koksijde
 Puntenklassement Driedaagse van De Panne-Koksijde
1e, 2e en 5e etappe Ronde van Noorwegen
5e etappe Ronde van Zwitserland
2e en 3e etappe Tour des Fjords
 Puntenklassement Tour des Fjords
2014
2e etappe Ronde van Oman
Milaan-San Remo
Rund um den Finanzplatz Eschborn-Frankfurt
1e en 5e etappe Ronde van Noorwegen
 Puntenklassement Ronde van Noorwegen
2e, 4e en 5e etappe Tour des Fjords
 Eindklassement Tour des Fjords
 Puntenklassement Tour des Fjords
12e en 15e etappe Ronde van Frankrijk
2e en 4e etappe Arctic Race of Norway
 Puntenklassement Arctic Race of Norway
Vattenfall Cyclassics
2015
2e, 4e en 5e etappe Ronde van Qatar
 Puntenklassement Ronde van Qatar
3e etappe Ronde van Oman
1e etappe Parijs-Nice
1e, 2e en 3e etappe deel A Driedaagse van De Panne-Koksijde
 Eindklassement Driedaagse van De Panne-Koksijde
 Puntenklassement Driedaagse van De Panne-Koksijde
Ronde van Vlaanderen
Scheldeprijs
1e en 2e etappe Ronde van Noorwegen
 Puntenklassement Ronde van Noorwegen
1e, 2e en 3e etappe Tour des Fjords
 Puntenklassement Tour des Fjords
GP Kanton Aargau
7e etappe Ronde van Zwitserland
1e etappe Arctic Race of Norway
 Puntenklassement Arctic Race of Norway
GP Ouest France-Plouay
2016
2e, 4e en 5e etappe Ronde van Qatar
 Puntenklassement Ronde van Qatar
3e en 6e etappe Ronde van Oman
1e etappe Driedaagse van De Panne-Koksijde
 Puntenklassement Driedaagse van De Panne-Koksijde
Rund um den Finanzplatz Eschborn-Frankfurt
4e en 7e etappe Ronde van Californië
1e etappe Arctic Race of Norway
2e, 3e en 5e etappe Tour des Fjords
  Eind- en puntenklassement Tour des Fjords
2017
2e etappe Ster van Bessèges
 Puntenklassement Ster van Bessèges
1e, 4e en 6e etappe Ronde van Oman
 Puntenklassement Ronde van Oman
2e etappe Driedaagse van De Panne-Koksijde
Rund um den Finanzplatz Eschborn-Frankfurt
RideLondon Classic
 Europees kampioenschap op de weg in Herning
2e etappe Arctic Race of Norway
Puntenklassement Ronde van Groot-Brittannië
2018
6e etappe Ronde van Oman
1e etappe Ronde van Abu Dhabi
Rund um den Finanzplatz Eschborn-Frankfurt
GP Kanton Aargau
21e etappe Ronde van Frankrijk
2019
1e etappe Ronde van Oman
Gent-Wevelgem
5e etappe Ronde van Noorwegen
 Eind- en Puntenklassement Ronde van Noorwegen
GP Kanton Aargau
2e etappe Ronde van Duitsland
1e etappe deel a Ronde van Slowakije
2020
1e etappe Ronde van Frankrijk
2021
 Puntenklassement Arctic Race of Norway
2e en 4e etappe Ronde van Duitsland
2022
Clasica de Almeria
Scheldeprijs
6e etappe Ronde van Noorwegen
Circuit Franco-Belge
2023
1e etappe Ronde van de Algarve
3e etappe Ronde van Noorwegen
Puntenklassement CRO Race
2024
Elfstedenronde
Antwerp Port Epic
4e etappe Ronde van Noorwegen
Heistse Pijl
1e en 2e etappe Arctic Race of Norway
1e en 5e etappe CRO Race
2025
3e etappe Ruta del Sol
2e etappe Arctic Race of Norway

## Resultaten in voornaamste wedstrijden
| Jaar | Ronde van Italië | Ronde van Frankrijk | Ronde van Spanje |
| ---- | ---------------- | ------------------- | ---------------- |
| 2010 |                  |                     |                  |
| 2011 | 157e             |                     |                  |
| 2012 | 149e             |                     |                  |
| 2013 |                  | 147e                |                  |
| 2014 |                  | 125e (2)            |                  |
| 2015 |                  | 130e                |                  |
| 2016 |                  | 149e                |                  |
| 2017 |                  | 130e                |                  |
| 2018 |                  | 114e (1)            |                  |
| 2019 |                  | 139e                |                  |
| 2020 |                  | 132e (1)            |                  |
| 2021 |                  |                     |                  |
| 2022 |                  | 102e                |                  |
| 2023 |                  | 134e                |                  |
| 2024 |                  | 131e                |                  |
| 2025 |                  |                     |                  |

| Jaar | Milaan-San Remo | Gent-Wevelgem | Ronde van Vlaanderen | Parijs-Roubaix | Amstel Gold Race | Eschborn-Frankfurt | Cyclassics Hamburg | Scheldeprijs |  | WK op de weg |  | Wereldranglijsten   |
| ---- | --------------- | ------------- | -------------------- | -------------- | ---------------- | ------------------ | ------------------ | ------------ |  | ------------ |  | ------------------- |
| 2010 |                 | opgave        |                      | opgave         | opgave           |                    | 4e                 | 10e          |  | 69e          |  | 98e (UWK)           |
| 2011 |                 |               |                      | opgave         |                  |                    | 14e                | 7e           |  |              |  | 156e (UWT)          |
| 2012 | 131e            |               | 15e                  | 57e            |                  | 6e                 | 11e                | 17e          |  |              |  | 161e (UWT)          |
| 2013 | 8e              | 14e           | 4e                   | 9e             |                  |                    | ↑                  | 5e           |  |              |  | 28e (UWT)           |
| 2014 | ↑               | 11e           | 5e                   | opgave         |                  | ↑                  | ↑                  | 15e          |  | 8e           |  | 8e (UWT)            |
| 2015 | ↑               | 9e            | ↑                    | 10e            |                  |                    | ↑                  | ↑            |  | 4e           |  | 4e (UWT) (UWR)      |
| 2016 | 6e              | opgave        | 4e                   | 48e            |                  | ↑                  | 5e                 | 15e          |  | 7e           |  | 15e (UWT) 7e (UWR)  |
| 2017 | 4e              | 73e           | 5e                   | opgave         |                  | ↑                  |                    |              |  | ↑            |  | 14e (UWT) 5e (UWR)  |
| 2018 | 4e              | 25e           | 16e                  | 57e            |                  | ↑                  | ↑                  |              |  |              |  | 23e (UWT) 23e (UWR) |
| 2019 | 14e             | ↑             | ↑                    | 56e            |                  | ↑                  |                    |              |  | 7e           |  | 8e (UWR)            |
| 2020 | 83e             | 19e           | ↑                    |                |                  |                    |                    | 13e          |  |              |  | 46e (UWR)           |
| 2021 | 89e             | 28e           | 18e                  | 14e            |                  | ↑                  |                    | 33e          |  | 21e          |  |                     |
| 2022 | 26e             | 11e           | 10e                  | 12e            |                  | ↑                  | 10e                | ↑            |  | 6e           |  |                     |
| 2023 |                 | 69e           | 18e                  | 15e            |                  |                    |                    | 88e          |  | opgave       |  |                     |
| 2024 | 85e             | opgave        | 74e                  | 21e            |                  | 45e                |                    |              |  |              |  |                     |
| 2025 |                 | 4e            | 55e                  | opgave         |                  |                    |                    | 8e           |  |              |  |                     |

### Resultaten in andere etappekoersen
| Jaar | Tour Down Under | Ronde van Qatar | Ronde van Oman | Ronde van de VAE | Parijs-Nice | Tirreno-Adriatico | Ronde van Zwitserland | Critérium du Dauphiné | Ronde van Californië | Ronde van Polen | Eneco Tour |
| ---- | --------------- | --------------- | -------------- | ---------------- | ----------- | ----------------- | --------------------- | --------------------- | -------------------- | --------------- | ---------- |
| 2010 |                 | 62e             | 98e            |                  |             |                   |                       |                       | opgave               | 133e            |            |
| 2011 | 100e            | 41e             | 86e            |                  |             |                   |                       |                       |                      | 115e            |            |
| 2012 |                 | 42e             | 77e            |                  | opgave      |                   |                       |                       |                      | 109e            | 20e        |
| 2013 |                 | 14e             | 78e            |                  | 128e        |                   | 111e (1)              |                       |                      |                 |            |
| 2014 |                 | 37e             | 115e (1)       |                  | 75e         |                   | 100e                  |                       |                      |                 |            |
| 2015 |                 | ↑ (3)           | 71e (1)        |                  | 84e (1)     |                   | 101e (1)              |                       |                      |                 |            |
| 2016 |                 | ↑ (3)           | 81e (2)        |                  | opgave      |                   |                       | 118e                  | 54e (1)              |                 | 27e        |
| 2017 |                 |                 | 50e (3)        |                  | opgave      |                   |                       | opgave                | 62e                  |                 |            |
| 2018 |                 |                 | 47e (1)        |                  | opgave      |                   | 110e                  |                       | 66e                  |                 |            |
| 2019 |                 |                 | opgave (1)     | 85e              | opgave      |                   | opgave                |                       |                      |                 |            |
| 2020 |                 |                 |                |                  |             |                   |                       | opgave                |                      |                 |            |
| 2021 |                 |                 |                |                  | 82e         |                   |                       | 113e                  |                      |                 |            |
| 2022 |                 |                 |                |                  |             | 85e               | 71e                   |                       |                      |                 |            |
| 2023 |                 |                 |                |                  | 108e        |                   |                       |                       |                      |                 |            |
| 2024 |                 |                 | 39e            |                  |             | 99e               |                       |                       |                      |                 |            |
| 2025 |                 |                 |                |                  | opgave      |                   |                       |                       |                      |                 |            |

(*) tussen haakjes aantal individuele etappeoverwinningen

## Ploegen
- 2006 –  Glud & Marstrand Horsens
- 2007 –  Team Maxbo Bianchi
- 2008 –  Joker Bianchi
- 2009 –  Joker Bianchi
- 2010 –  BMC Racing Team
- 2011 –  BMC Racing Team
- 2012 –  Katjoesja Team
- 2013 –  Katjoesja
- 2014 –  Team Katjoesja
- 2015 –  Team Katjoesja
- 2016 –  Team Katjoesja
- 2017 –  Team Katjoesja Alpecin
- 2018 –  UAE Team Emirates
- 2019 –  UAE Team Emirates
- 2020 –  UAE Team Emirates
- 2021 –  UAE Team Emirates
- 2022 –  Intermarché-Wanty-Gobert Matériaux
- 2023 –  Uno-X Pro Cycling Team
- 2024 –  Uno-X Pro Cycling Team
- 2025 –  Uno-X Mobility